# 民和镇
民和镇，是中华人民共和国江西省南昌市进贤县下辖的一个乡镇级行政单位。

## 行政区划
民和镇下辖以下地区：
岚湖社区、云桥社区、苗圃社区、栖贤社区、凤凰街社区、胜利社区、解放街社区、钟陵社区、育贤社区、捉牛岗社区、二造社区、星火社区、云桥村、凤岭村、山前村、潘李村、御坊村、赵家村、涂家村、高岭村、院泽村、北门村、五里村、江前村、板桥村、凰岭村、旺坊村、北岭村、常湖村、白果村、陈家村、西塘村、方家村、民和村、北岭林场生活区和捉牛岗农场生活区。

## 交通
- 沪昆铁路：进贤站